# ベトナム海上警察
ベトナム海上警察 (ベトナムかいじょうけいさつ、ベトナム語:Cảnh sát biển Việt Nam/警察㴜越南。㴜は海の意味、英語：Vietnam Coast Guard）は、ベトナムの海上法執行機関。1998年4月28日に設置。英語の翻訳から「ベトナム水上警察」とも呼ばれる。本部はハノイに設置。海軍の傘下にあったが、2013年に海軍から独立し、警察機関として再編された。

## 概要
海上警察は平時はベトナム国内における内水、領海、接続水域、排他的経済水域、大陸棚の警備、海賊・麻薬・密輸の取締、人身売買阻止、海洋での廃棄物の不法投棄防止、救難救助を行う。戦時にはベトナム海軍の指揮下に入り、戦時的軍事行動を行う。

## 歴史
ベトナム社会主義共和国主席であったチャン・ドゥック・ルオンが1998年4月7日付のNo 3-L/CTN令により創設を提案し、同年4月28日に国会で承認された。
2013年8月27日、グエン・タン・ズン首相は、ベトナム海上警察を国防省管轄下から、独立した司令部を持つ「沿岸警備隊」に格上げするよう決定した。日本は、海上保安庁の巡視艇をインドネシアなどにODAとして供与しているが、ODA大綱は軍事的用途への使用を禁じているため、国防省の管轄下にあった従来のベトナム海上警察には供与することができなかった。この海上警察から準軍事組織的な要素を排することで、これを回避する狙いもあると見られている。近年では日本だけでなく、アメリカ合衆国からも巡視船を供与されている。

## 組織
- 海上警察部門
  - 管区海上警察
  - 海上警察哨戒艇群
  - 第1、第2監視基地
  - 第1、第2、第3、第4麻薬対策、犯罪対策基地
  - 海上警察情報センター
  - 海上警察訓練センター

### 管区海上警察
- 第1管区海上警察‐ハイフォン
- 第2管区海上警察‐クアンナム省
- 第3管区海上警察‐バリア＝ブンタウ省
- 第4管区海上警察‐カマウ

## 装備
ベトナム海上警察は、各種の任務に応じた船舶を装備している。また、装備船舶の多くはベトナム自国製である。
- 沿岸哨戒・警備用：120tから400tまでの規模の高速艇。船体規模に比し強力な武装を有する。船体番号00xx、20xx、30xx、40xxまたは50xx。
- 捜索救難の支援用：1,000tから2,000tまでの規模の船舶。船体番号60xx。
- 沖合での哨戒用：2,500t以上で、ヘリコプター発着甲板を有する。機銃等の武装あり。船体番号80xx。
- 捜索救難用：SARを冠する番号または船体番号90xxの船舶。

ほとんどのベトナム海上警察の船舶は、CSB（ベトナム語でCoast Guardを意味するCảnh Sát Biểnの頭文字）を名称に冠する。
| 船舶 （56隻が就役中） | 船舶 （56隻が就役中）                | 船舶 （56隻が就役中）                                 | 船舶 （56隻が就役中） | 船舶 （56隻が就役中） | 船舶 （56隻が就役中） | 船舶 （56隻が就役中） |
| 画像                  | 型式・トン数                         | 建造                                                  | 任務                  | 隻数                  | 船名または船体番号 |                       |
| --------------------- | ------------------------------------ | ----------------------------------------------------- | --------------------- | --------------------- | --- | --------------------- |
|                       | シェルシェン型 148t                  | ソビエト連邦                                          | 哨戒                  | 4                     | CSB-5011, CSB-5012, CSB-5013, CSB-5014                                                                                                  |                       |
|                       | TT-120 120t                          | ベトナム                                              | 哨戒                  | 14                    | CSB 001,CSB-1011,CSB 1012, CSB 1013, CSB 1014, CSB-3001, CSB-3002, CSB-3003, CSB-3004, CSB-3005, CSB-3006, CSB-3007, CSB-3008, CSB-3009 |                       |
|                       | TT-200 200t                          | ベトナム                                              | 哨戒                  | 13                    | CSB-2001, CSB-2002, CSB-2003, CSB-2004, CSB-2005, CSB-2006, CSB-2007, CSB-2008, CSB-2009, CSB-2010, CSB-2011, CSB-2013, CSB-2014        |                       |
|                       | TT-400 400t                          | ベトナム                                              | 哨戒                  | 6                     | CSB-4031, CSB-4032, CSB-4033, CSB-4034, CSB-4035, CSB-4036                                                                              |                       |
|                       | 沖合用巡視船 1200t                   | ベトナム                                              | 哨戒/捜索救難         | 3                     | CSB-6006, CSB-6007, CSB-6008 |                       |
|                       | DN 2000 （ダーメン9014クラス） 2500t | ベトナム                                              | 哨戒                  | 5                     | CSB-8001, CSB-8002, CSB-8004, CSB-8005, CSB-8006                                                                                        |                       |
|                       | 沖合用巡視船 1400t                   | 韓国                                                  | 哨戒                  | 1                     | CSB-8003 |                       |
|                       | 巡視艇 280t                          | 韓国                                                  | 哨戒                  | 2                     | CSB-2015, CSB-2016 |                       |
|                       | ハミルトン級カッター 3050t           | 米国                                                  | 哨戒                  | 2                     | CSB-8020, CSB-8021 |                       |
|                       | ダーメン救難曳船 1400t               | オランダ ダーメン・グループ ベトナム Song Thu company | 捜索救難              | 5                     | CSB-9001, CSB-9002, CSB-9003, CSB-9004, CSB-9005                                                                                        |                       |
|                       | ダーメン・スタン4207型巡視艇         | オランダ                                              | 捜索救難              | 3                     | SAR-411, SAR-412, SAR-413 |                       |
| 航空機（3機就役中）   |                                      |                                                       |                       |                       | |                       |
| 画像                  | 型式                                 | 製造                                                  | 任務                  | 機数                  | 機体番号 |                       |
|                       | CASA C-212-400                       | スペイン                                              | 哨戒                  | 3                     | 8981, 8982, 8983 |                       |

## 関連事項
- ベトナム人民軍
- 水上警察
- 沿岸警備隊
- ベトナム漁業資源監視局